# Кальярі (аеропорт)
Аеропорт Кальярі-Ельмас (італ. Aeroporto di Cagliari-Elmas (IATA: CAG, ICAO: LIEE)) — міжнародний аеропорт, розташований на території Ельмас, за 7 км Кальярі, на італійському острові Сардинія.
Аеропорт є хабом для:
- Ryanair

## Історія
Аеропорт відкрився 3 травня 1937 року. Він був модернізований у 2003 році, а термінал був розширений і забезпечений 6 телетрапами, потужністю 4 млн. пасажирів на рік. У 2014 році аеропорт обслужив 3 639 627 пасажирів.

## Термінали
- Пасажирський термінал. Останній раз був реконструйований в 2003 році, що дозволило збільшити його пропускну здатність до 4 млн пасажирів на рік.
- General Aviation Terminal. Обслуговує приватні і бізнес-рейси.

## Авіалінії та напрямки
| Авіакомпанія        | Пункт призначення |
| ------------------- | --- |
| Air France          | Сезонний: Париж-Шарль де Голль |
| Air Italy           | Мілан-Мальпенса |
| Air Malta           | Лондон-Гатвік, Мальта |
| Alitalia            | Мілан-Лінате, Рим-Ф'юмічіно |
| Austrian Airlines   | Сезонний: Відень |
| British Airways     | Сезонний: Лондон-Гатвік |
| Condor              | Сезонний: Дюссельдорф |
| easyJet             | Лондон-Станстед, Мілан-Мальпенса Сезонний: Базель-Мюлуз-Фрайбург, Берлін-Шенефельд, Берлін-Тегель, Неаполь, Ніцца, Париж-Орлі |
| easyJet Switzerland | Сезонний: Базель-Мюлуз-Фрайбург, Женева |
| Edelweiss Air       | Цюрих |
| Eurowings           | Кельн/Бонн Сезонний: Берлін-Тегель, Дюссельдорф, Гамбург, Ганновер, Штутгарт |
| KLM                 | Сезонний: Амстердам |
| Lufthansa           | Сезонний: Франкфурт, Мюнхен |
| Luxair              | Сезонний: Люксембург |
| Neos                | Сезонний: Мілан-Мальпенса, Верона |
| Pobeda              | Сезонний: Москва-Внуково (з 6 червня 2019) |
| Ryanair             | Барі, Париж-Бове, Мілан-Бергамо, Болонья, Будапешт (з 1 травня 2019), Катанія, Брюссель-Шарлеруа, Кунео, Жирона, Франкфурт-Хан, Карлсруе/Баден-Баден, Краків, Лондон-Станстед, Мадрид, Парма, Піза, Порту, Рим-Чіампіно, Севілья, Тревізо, Валенсія, Верона, Варшава-Модлін, Веце Сезонний: Дублін (з 1 червня 2019), Манчестер |
| S7 Airlines         | Сезонний: Москва-Домодєдово |
| Smartwings          | Сезонний: Прага |
| Volotea             | Генуя, Неаполь, Турин, Венеція, Верона Сезонний: Анкона, Бордо, Ліон, Марсель, Нант, Палермо, Пескара, Прага, Страсбург, Тулуза |
| Vueling             | Барселона |

## Статистика
| Рік  | Авіатрафік | Вантажообіг (тонн) (з авіапоштою) | Авіатрафік |
| ---- | ---------- | --------------------------------- | ---------- |
| 2018 | 4.370.014  | 3.588                             | 35.459     |
| 2017 | 4.157.612  | 2.862                             | 34.600     |
| 2016 | 3.695.045  | 2.988                             | 31.515     |
| 2015 | 3.719.289  | 3.253                             | 31.167     |
| 2014 | 3.639.631  | 2.999                             | 34.099     |
| 2013 | 3.587.907  | 3.361                             | 34.179     |
| 2012 | 3.592.020  | 3.052                             | 36.377     |
| 2011 | 3.698.982  | 3.115                             | 38.976     |
| 2010 | 3.443.227  | 3.612                             | 39.147     |
| 2009 | 3.333.421  | 3.973                             | 40.829     |
| 2008 | 2.929.870  | 4.891                             | 37.252     |
| 2007 | 2.671.306  | 5.000                             | 34.569     |
| 2006 | 2.492.710  | 4.799                             | 31.232     |
| 2005 | 2.355.796  | 4.853                             | 28.774     |
| 2004 | 2.282.559  | 4.113                             | 26.852     |
| 2003 | 2.307.035  | 4.556                             | 27.154     |
| 2002 | 2.178.860  | 4.545                             | 27.389     |
| 2001 | 1.936.237  | 5.862                             | 29.676     |
| 2000 | 2.067.116  | 5.499                             | 30.579     |

## Транспорт

### Потяг
З аеропорту до багатьох міст Сардинії курсує потяги який з 5:00 до 21:00 приблизно що 20 хвилин. Час в дорозі до Кальярі - 5-7 хвилин, квиток коштує 1,50 EUR. Залізнична станція знаходиться за 5 хвилин ходьби від аеровокзалу.